# Ensemble cast
Ensemble cast é um termo em inglês que designa um elenco formado por vários atores principais e artistas cênicos aos quais são atribuídos, aproximadamente, a mesma importância e tempo de tela em uma produção dramática.

## Estrutura
A estrutura de um elenco do tipo ensemble está relacionada com uma noção de "coletividade e comunidade", o que contrasta com a centralização popular de Hollywood em um único protagonista.
Ensemble casts surgiram no cinema em setembro de 1916, com o filme mudo épico Intolerance, de DW Griffith, o qual apresenta quatro enredos paralelos separados. O filme segue a vida de vários personagens ao longo de centenas de anos, em diferentes culturas e períodos de tempo. A unificação de diferentes linhas de enredos e arcos de personagens é a principal característica de um filme que conta com um ensemble cast; seja um local, evento ou um tema abrangente que une o filme e os personagens.
Filmes que apresentam elencos desse tipo tendem a enfatizar a interconectividade dos personagens, mesmo quando estes são estranhos um ao outro. A interconectividade é frequentemente revelada ao público através de exemplos da teoria dos "seis graus de separação", e permite que eles transitem pelos eventos do enredo usando mapeamento cognitivo.  Exemplos desse método, onde os seis graus de separação são evidentes em filmes com ensemble casts, podem ser observados em produções como Babel, Love, Actually e Crash, que têm fortes temáticas subjacentes entrelaçadas nos enredos que unificam cada filme.

### Cinema
Outras formas de narrativa de filmes com ensemble casts com tempo de tela mais ou menos igualmente distribuído são demonstradas em produções recentes como The Avengers, Captain America: Civil War e Avengers: Infinity War, nos quais o elenco e seus personagens já foram estabelecidos em filmes individuais antes de seu lançamento. Em The Avengers, não há necessidade de um protagonista, pois cada personagem compartilha a mesma importância na narrativa, equilibrando com sucesso o elenco. A interpretação de cada ator é um dos principais fatores para a manutenção desse equilíbrio, já que os membros do elenco "competem [por protagonismo] entre si e não com a realidade".

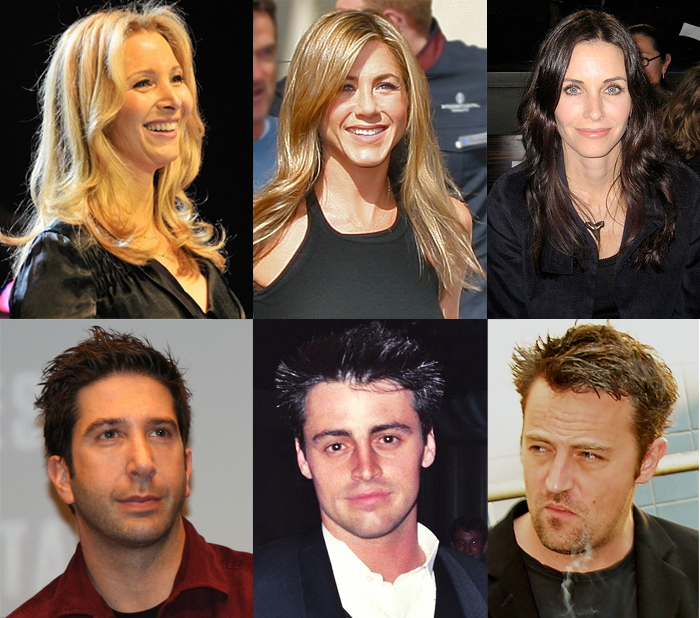
Os atores da série Friends, um exemplo típico de produção televisiva que apresenta um ensemble cast.

### Televisão
Ensemble casts também são muito populares em séries de televisão, pois proporcionam aos roteiristas a flexibilidade de se concentrar em diferentes personagens em diferentes episódios.  Além disso, a saída de atores desse tipo de elenco é menos impactante para a produção se comparada à saída de estrelas de produções com elenco regularmente estruturado.  A série Friends é um exemplo arquetípico de um ensemble cast em uma sitcom americana. Emsemble casts de 20 ou mais atores são comuns em soap operas, um gênero muito dependente do desenvolvimento dos personagens. O gênero também exige expansão contínua do elenco à medida que a série avança, com produções como Days of Our Lives e The Bold and the Beautiful permanecendo no ar por décadas. A série dramática de ficção científica e mistério Lost também possui um ensemble cast, assim como a telenovela brasileira A Força do Querer.
Um exemplo de ensemble cast bem sucedido na televisão é o da série Game of Thrones, da HBO, vencedora do Emmy.  A série de fantasia épica apresenta um dos maiores ensemble casts da televisão. A série é notória pelas mortes de personagens importantes, resultando em constantes mudanças no elenco.